# نهاد بروکینگز
نهاد بروکینگز (به انگلیسی: Brookings Institution) یک سازمان غیرانتفاعی غیرجانبدارنه آمریکایی از نوع اتاق فکر است که در سال ۱۹۱۶ میلادی توسط رابرت اس. بروکینگز تاسیس شد و در زمینه‌ی تحلیل مسائل سیاسی، اجتماعی و اقتصادی فعالیت می‌کند.
این نهاد در سال ۱۹۱۶ میلادی تأسیس شده و یکی از قدیمی‌ترین موسسات در نوع خود می‌باشد. مقر آن در شهر واشینگتن است. بر اساس گزارش دانشگاه پنسیلوانیا در سال ۲۰۱۲، این مؤسسه تأثیرگذارترین اتاق فکر در جهان شناخته می‌شود.
بروکینگز دارای پنج برنامه تحقیقاتی است: مطالعات اقتصادی، سیاست خارجی، مطالعات حاکمیتی،  اقتصاد جهانی و توسعه و مترو بروکینگز. همچنین سه مرکز بین‌المللی تاسیس کرد: در قطر (مرکز بروکینگز دوحه)؛ در پکن، چین (مرکز سیاست‌های عمومی بروکینگز-تسینگوا)؛ و دهلی نو (بروکینگز هند). 

## مراجع
1. ↑  Think tank
2. ↑  «نسخه آرشیو شده» (PDF). بایگانی‌شده از اصلی (PDF) در ۲۲ مه ۲۰۱۳. دریافت‌شده در ۲۲ مه ۲۰۱۳.